# Cooperative Baptist Fellowship
Cooperative Baptist Fellowship (CBF) — это американская протестантская баптистская организация, созданная в 1991 году в Атланте, Джорджия, и со штаб-квартирой в Декейтере, Джорджия. Вышла из Южной баптистской конвенции (SBC) из-за ряда философских и богословских разногласий, таких как запрет в SBC женщинам выступать в качестве пасторов. В Кооператив входит около 1 900 церквей-партнёров, он тесно связан с Баптистским центром этики, Баптистской совместной комиссией по религиозной свободе, и Всемирным Баптистским альянсом.

## История
Идея основания новой организации, отдельной от Южной баптистской конвенции, появилась у умеренно-либеральной фракции Конвенции в августе 1990 года как реакция на успешные усилия консерваторов по усилению своего влияния на конфессиональные институты Южной баптистской Конвенции после более чем 10-летний публичной полемики между консерваторами и либералами. Стратегия консерваторов заключалась в продвижении своего кандидата на пост президента SBC достаточное количество раз, чтобы получить консервативное большинство в совете директоров и других органах Конвенции, и переломный момент настал через пару месяцев, когда умеренный кандидат Дэниэл Вестал (англ. Daniel Vestal) проиграл выборы президента Конвенции (при этом все председатели SBC с 1979 года по 1990-й год были лидерами консерваторов).
После этого поражения, Дэниэл Вестал и Джимми Аллен (англ. Jimmy Allen, в прошлом успешный умеренной президент Конвенции) призвали заинтересованных баптистов на собрание, в котором приняли участие более 3000 человек. На этой встрече Вестал был избран председателем временного руководящего комитета, который организовал вторую встречу — инаугурационной Генеральной Ассамблеи в 1991 году. Cooperative Baptist Fellowship был официально учреждён в мае 1991 года на собрании более чем 6000 человек.
Позже в том же году Сесил Шерман (англ. Cecil Sherman) стал первым координатором. В 1993 году Кейт Паркс (англ. Keith Parks) стал глобальным координатором миссии. В 1995 году отделение от Конвенции ещё более упрочилось ввиду принятия официального заявления о миссии, и впоследствии стратегического плана в 2000 году. В 1996 году Дэниэл Вестал стал вторым координатором. В 2003 году CBF был принят во Всемирный союз баптистов. В 2013 году Сьюзии Пэйнтера (англ. Suzii Paynter) стала третьим координатором.

## Благотворительная деятельность и помощь при чрезвычайных ситуациях
Для помощи пострадавшим в чрезвычайных ситуациях в CBF есть специальное Министерство реагирования на стихийные бедствия (англ. Disaster Response Ministries). Помощь широко оказывалась после ряда катастроф как в США (ураганы и торнадо, в том числе Исаак (2012), Сэнди (2012), Катрина (2005) и т. д.), так и за рубежом (Землетрясение в Индийском океане в 2004 году, землетрясение на Гаити (2010) и т. д.).